# ماركو ميهايلوفيتش
ماركو ميهايلوفيتش هو لاعب كرة قدم بوسني في مركز الدفاع، ولد في 20 أغسطس 1987 في فوتشا في البوسنة والهرسك. لعب مع نادي هاماربي.

## وصلات خارجية
- ماركو ميهايلوفيتش على موقع اتحاد السويد (السويدية)
- ماركو ميهايلوفيتش على موقع قاعدة بيانات كرة القدم.إي يو (الإنجليزية)
- ماركو ميهايلوفيتش على موقع Soccerway.com (الإنجليزية)
- ماركو ميهايلوفيتش على موقع عالم كرة القدم.نت (الإنجليزية)
- ماركو ميهايلوفيتش على موقع GSA (الإنجليزية)